# Manuel Fernández Oro
El general de división Manuel Fernández Oro fue un militar argentino. Nació en San Juan (capital) el 3 de enero de 1848 y falleció el 10 de septiembre de 1919. 

## Biografía
Era hijo de María Guadalupe de Oro, hija del doctor Cayetano de Oro Molina y de Petronila Maurín, que casó en San Juan en 1843 con Manuel Fernández Ibáñez. Emparentó, por su madre, con el ilustre linaje de los Oro.

### Guerras civiles en el interior
El 1.º de febrero de 1867 se incorporó, con el grado de subteniente, a las filas del Batallón 6.º de infantería de línea. Este cuerpo había sido reorganizado por el gobierno de Buenos Aires en agosto de 1861 y era su jefe el teniente coronel José Miguel Arredondo.
A causa de la revolución de Mendoza (noviembre 9), que se propagó a otras provincias encendiendo la guerra civil, el presidente de la República, general Bartolomé Mitre, dispuso enviar un ejército para sofocar la subversión y para pacificar el interior. Lo confió al general Wenceslao Paunero. El coronel Juan Saá, recién llegado de Europa, se puso al frente de los revolucionarios.
Su ejército constaba de cinco batallones de infantería, varios regimientos de caballería y diez piezas de artillería, constituyendo una fuerza de diez mil hombres, bien organizados y comandados por jefes aguerridos. Paunero contaba con pocos soldados, por lo cual el gobierno dispuso que una división del ejército que se encontraba en el Paraguay a las órdenes del coronel José Miguel Arredondo marchase en auxilio del general Paunero. A esa fuerza se sumaron el 6.º de infantería de línea, Guardias Nacionales de San Juan, Mendoza y San Luis, los regimientos 1.º, 4.º, 5.º, 7.º y 8.º de caballería, más dos piezas de artillería. El teniente coronel graduado Luis María Campos, que por haber sido herido en el Paraguay se hallaba restableciéndose en el hospital militar, se incorporó también a Arredondo y tomó el mando del batallón 6.º de infantería de línea.
El 1.º de abril de 1867 a las 15.30 se inició la batalla de San Ignacio.
El coronel Arredondo, al mando de mil seiscientos hombres pertenecientes a la vanguardia del ejército de Paunero, se estrelló en el río Quinto, sobre el paso de San Ignacio, con el ejército de Saá, una tropa heterogénea y numerosa "reputada de gran bravura". El mayor Justo I. Sánchez apunta:

"El choque fue tremendo y sangriento entre ambos combatientes. La caballería de Saá, diestra y valerosa, parecía por momentos que envolvía a los cuadros del Ejército nacional. El reputado 1.º de caballería, con su acreditado jefe a la cabeza, llevó un momento de confusión y de desorden a la caballería enemiga, pero ésta se rehízo con presteza, y fueron inútiles todos los esfuerzos del coronel Segovia y la brillante carga de su regimiento para deshacer las filas enemigas. Hubo momentos en que la victoria parecía coronar el esfuerzo de la impetuosa montonera. El comandante Campos solicitó permiso a su jefe para cargar a la bayoneta; el coronel Arredondo, tranquilo en esos momentos solemnes y recordando la pujanza de su cuerpo predilecto, el batallón 6 de línea (en el que combatía Fernández Oro), concedió el permiso solicitado. El comandante Campos, a la cabeza de su batallón, cargó bayoneta. El choque fue espantoso y sangriento; hubo un instante en que no se oyó más que el crujir de las bayonetas. Jefes, oficiales y soldados tiñeron sus armas con sangre enemiga. El comandante Campos se precipitó sobre las filas enemigas, cayendo del caballo con el empuje, pero sus invencibles compañeros, electrizados con su ejemplo, consiguieron salvar a su jefe y doblar al enemigo allí y en toda la línea, al punto de quitarles las piezas de artillería de las cuales se sirvieron. El comandante Campos fue herido en la cabeza de un golpe de fusil, dado por un soldado enemigo en el entrevero. Los trofeos de esta victoria fueron: una bandera arrebatada por el comandante Campos a uno de los batallones rebeldes, toda la artillería y gran cantidad de armamento. Las fuerzas de Saá dejaron en el campo de la acción gran cantidad de muertos y heridos, y unos ochenta prisioneros. El caudillo puntano Juan Saá logró escapar a Chile. Las fuerzas de Arredondo tuvieron dos oficiales y cuarenta y seis de tropa muertos; dos jefes heridos. "Este hecho de armas le valió al coronel Arredondo la efectividad de teniente coronel."

Reunidas las fuerzas de Arredondo con el resto del ejército de Paunero, Fernández Oro marchó con ellas a Mendoza, pasó luego a San Juan, donde el 6.º de línea permaneció hasta noviembre del mismo año, posteriormente regresó a Mendoza, trasladándose luego a Río Cuarto, y de ahí a Rosario.

### La Guerra del Paraguay
En marzo de 1868, el ejército de Arredondo y el regimiento 6.º de infantería de línea a las órdenes del jefe de ese cuerpo, teniente coronel Luis María Campos, se incorporaron al Ejército Aliado de la Triple Alianza de las repúblicas Argentina y Oriental e Imperio del Brasil, que bajo el mando del general Bartolomé Mitre llevaba a cabo la Guerra del Paraguay.
Fernández Oro asistió, entre otras acciones, al ataque de Humaitá, del 17 de febrero de 1868 y a su posterior ocupación el 25 de julio; estuvo en Angostura el 1.º de octubre; fue ascendido a teniente segundo el 2 de octubre de 1868; peleó en la batalla de Lomas Valentinas desde el 25 al 27 de diciembre del mismo año; en el ataque y ocupación del fuerte Peribebuy, dirigido por el coronel Luis María Campos al frente del regimiento de infantería, el 12 de agosto de 1869. En este combate mostró su nobleza interponiéndose entre un soldado de la Triple Alianza y una mujer paraguaya a quien éste iba a matar, gritándole: "A las mujeres no se las mata". Pocos días después esa mujer fue al hospital de sangre, buscó a Fernández Oro y le dijo: "Usted me salvó la vida hace unos días. Hoy lo vengo a salvar a usted. Los paraguayos van a asaltar este hospital y a pasar a degüello a todos. Escape para evitarlo". Enterado, el director dio orden de evacuar el hospital, y así se salvaron muchas vidas.
En Peribebuy su regimiento tomó cinco banderas al enemigo y Fernández Oro, uno de los primeros en saltar la zanja enemiga, recibió un terrible lanzazo en la espalda que le interesó el pulmón. Apenas se repuso de su herida, continuó la campaña hasta su conclusión. No obstante, su salud quedó resentida.
El 4 de agosto del mismo año fue ascendido, por su comportamiento ejemplar, a ayudante mayor. Actuó en Sierra de Azcurra el 14 de agosto de 1869 y ese mismo año en los encuentros de Cumbarití, Trinidad y Luque. 

"Tuvo una brillante actuación, ascendiendo por su heroísmo y espíritu militar". (Diario La Prensa)

Por su conducta bizarra en la campaña contra el Paraguay, el 11 de enero de 1895 obtuvo la condecoración concedida por la terminación de la campaña y además aquellas otorgadas por las naciones aliadas: la del Imperio del Brasil y la de la República Oriental del Uruguay.

### La guerra contra López Jordán
Regresó a Buenos Aires con el 6.º de línea, pero la revolución que estalló en Entre Ríos el 11 de abril de 1870, como consecuencia del asesinato del general Justo José de Urquiza y de sus hijos, y que llevó al caudillo Ricardo López Jordán a asumir el gobierno de esa provincia, lo llevó a intervenir en la cruenta guerra civil de 1870 y 1873.
López Jordán comunicó su nombramiento al presidente de la República Domingo Faustino Sarmiento "cuya autoridad acataba, prometiendo que las relaciones de ambos gobiernos serían mantenidos con toda cordialidad en la esfera que marca la Constitución". Pero Sarmiento repudió ese poder, "levantado sobre el ensangrentado cadáver del general Urquiza y de sus hijos, por medio de una revolución", y considerando insurrecto al gobernador López Jordán mandó un ejército de represión a las órdenes de los generales Emilio Mitre y Emilio Conesa.
Fernández Oro estuvo en el sitio de Concepción del Uruguay, el 20 de mayo de 1870, derrotando a las tropas de Ricardo López Jordán y tomando la plaza sede del gobierno revolucionario.

## Últimos años
Fue expedicionario en la Conquista del Desierto, fundando una localidad que en 1931 llevó su nombre. Participó en la fundación de la actual ciudad de Cipolletti, ya que a raíz de su participación en la conquista del desierto, accedió a 50.000 hectáreas en la zona del Alto Valle del Río Negro. El 3 de octubre de 1903, realiza un loteo, y comienza a vender los primeros terrenos, por tal motivo, dicha fecha corresponde a la fundación de la actual ciudad de Cipolletti, que en aquel entonces, era "Colonia Lucinda", nombre en honor de su esposa, Lucinda Larrosa.

## Homenaje
Lleva su nombre la ciudad rionegrina de General Fernández Oro.